# Bryum stenocarpum
Bryum stenocarpum är en bladmossart som beskrevs av Limpricht 1884. Bryum stenocarpum ingår i släktet bryummossor, och familjen Bryaceae. Inga underarter finns listade i Catalogue of Life.